# Navel (công ty)
Navel (ネーブル Nēburu) là một thương hiệu Nhật Bản của Omega Vision Inc. xuất bản bishōjo game và visual novel dành cho người lớn. Tên của công ty được lấy cảm hứng từ cam navel.

## Lịch sử
Navel được thành lập bởi các cựu nhân viên của BasiL chẳng hạn như Nishimata Aoi, Jackson Ō và Acchorike; họ đã gay tiếng vang vào năm 2002 với visual novel "Sore wa Maichiru Sakura no Youni" trước khi rời đi vào năm 2003 và thành lập Navel dưới sự quản lý của Omegavision, inc. mà sau này Suzuhira Hiro gia nhập. Trang web chính thức của công ty được tạo khi họ quảng bá trò chơi đầu tiên của mình, "Shuffle!".
Vào ngày 30 tháng 1, 2006, trò chơi đầu tiên của công ty được phát hành và gây tiếng vang khi xếp hạng thứ 3 trên bảng xếp hạng doanh thu của Getchu.com, mặc dù nó có nguồn gốc từ một spin-off.
Kể từ ngày 23 tháng 2, 2007, Suzuhira Hiro rời Navel vì vấn đề sức khỏe, "Ne~ pon? Raipon!" là trò chơi cuối cùng cô thực hiện với công ty, sau đó cô trở thành một freelancer.
Vào ngày 25 tháng 3, 2009, việc Navel thành lập thương hiệu chị em Lime được công bố trên tạp chí PUSH!! số tháng 5 năm 2006. Trò chơi đầu tiên của họ là "Nostradamus ni Kiite Miro".
Vào ngày 21 tháng 4, 2012, thương hiệu chị em của Navel, Lime, đã thành lập thương hiệu con Lime Vert với ý tưởng "tình yêu thuần khiết đè nặng lên cảnh người lớn". Trò chơi đầu tiên của họ là ××× na Kanojo ga Inaka Seikatsu wo Mankitsu Suru Himitsu no Hōhō.
Vào ngày 26 tháng 10, 2012, Navel công bố lễ kỷ niệm 10 năm của trò chơi "Tsuki ni Yorisō Otome no Sahō" cùng với Suzuhira Hiro sẽ tiếp tục thực hiện công việc thiết kế nhân vật. Trò chơi được lên kế hoạch sẽ phát hành ba bản.
Vào ngày 30 tháng 11, 2013, công ty tổ chức lễ kỷ niệm 10 năm cho trò chơi đầu tiên của mình, "Shuffle!" cùng với việc thành lập thương hiệu con mới Navel HoneyBell và trò chơi đầu tiên của nó, "Sora Tobu Hitsuji to Manatsu no Hana".

## Tác phẩm

### Visual novel

#### Sản xuất bởi Navel
- Shuffle! (2004)
- Soul Link (2004)
- Tick! Tack! (2005)
- Really? Really! (2006)
- Oretachi ni Tsubasa wa Nai ~Prelude~ (2008)
- Oretachi ni Tsubasa wa Nai (2009)
- Shuffle! Essence+ (2009)
- Soul Link Ultimate (2010)
- Oretachi ni Tsubasa wa Nai ~After Story~ (2010)
- Sekai Seifuku Kanojo (2010)
- Shuffle! Love Rainbow (2011)
- World Wide Love! Sekai Seifuku Kanojo Fan Disc (2011)
- Tsuki ni Yorisō Otome no Sahō (2012)
- Otome Riron to Sono Shuuhen -Ecole de Paris- (2013)
- Tsuki ni Yorisō Otome no Sahō 2 (2014)
- Otome Riron to Sono go no Shuuhen -Belle Époque- (2016)
- Kimi to Mezameru Ikutsuka no Houhou (2018)
- Spiral!! (2019)
- Princess x Princess (2021)

#### Hợp tác giữa Navel và Lime
- Nee Pon? × Rai Pon! (2007)

#### Sản xuất bởi Navel Honeybell
- Sora Tobu Hitsuji to Manatsu no Hana: When Girls Wish Upon A Star. (2014)
- Magical ☆ Dears (2015)

#### Sản xuất bởi Lime & Lime Vert
- Nostradamus ni Kiite Miro (2008)
- Maximum Magic (2010)
- Peta Peta (2010)
- Love☆Kiss (2011)
- ××× na Kanojo ga Inaka Seikatsu wo Mankitsu Suru Himitsu no Hōhō (2012)
- Royal Duty/Flush (2013)

### Khác
- Marriage Royale
- Judgement Chime